# Iris Fontbona
Iris Balbina Fontbona González (Antofagasta, 18 de abril de 1942) é uma magnata da mineração chilena, proprietária de mídia e empresária bilionária. Viúva de Andrónico Lukšić Abaroa, herdou dele a Antofagasta PLC, uma das maiores empresas de mineração de cobre do mundo. Em 2023, foi listada pela Forbes como a mulher mais rica da América Latina e a nona mulher mais rica do mundo, com um patrimônio líquido estimado em US$ 27,9 bilhões *.

### Biografia
Iris Fontbona nasceu em Antofagasta, Chile, em 1942. Filha única de Luis Fontbona Buxallen, descendente de catalães, e Emma González Morales, ambos de Valparaíso. Seu pai, após estudar comércio, mudou-se com a esposa para Antofagasta, uma cidade marcada pela produção de minério.
Iris teve uma infância tranquila em Antofagasta, onde frequentou escolas locais e desenvolveu um forte senso de comunidade e pertencimento à sua cidade natal. Após concluir o ensino médio, estudou Contabilidade.
Aos 17 anos, conheceu Andrónico Lukšić Abaroa, um jovem empresário com quem se casou alguns anos depois. O casal teve três filhos: Jean-Paul, Andrónico e Guillermo (falecido em 2013). Andrónico Lukšić Abaroa construiu um império nos setores de mineração, bancos e bebidas, e Iris o apoiou em seus empreendimentos, participando ativamente da vida social e filantrópica da família.
Após a morte de seu marido em 2005, Iris herdou uma participação majoritária na Antofagasta PLC e em outras empresas do grupo Lukšić, incluindo o Banco de Chile e a Compañía Cervecerías Unidas (CCU). Ela também é acionista majoritária da Quiñenco, um conglomerado chileno que atua em diversos setores, como bancos, cerveja e manufatura. Além disso, possui um par de cadeias de hotéis de luxo e um resort na Croácia e ela adquiriu uma participação de 70% na estação de televisão chilena Canal 13.
Apesar de sua riqueza e influência, Iris Fontbona mantém um perfil discreto e raramente concede entrevistas. Ela é conhecida por sua filantropia e por apoiar diversas causas sociais no Chile.
Seus filhos, Jean-Paul e Andrónico, assumiram papéis de liderança nas empresas da família após a morte de seu pai. Jean-Paul é presidente da Antofagasta PLC, enquanto Andrónico liderou a Quiñenco até 2023.

### Reconhecimento
Iris Fontbona é reconhecida como uma das mulheres mais poderosas e influentes da América Latina. Sua liderança nas empresas da família Lukšić e seu compromisso com a filantropia a tornaram uma figura respeitada no Chile e no mundo.